# 靖藏本

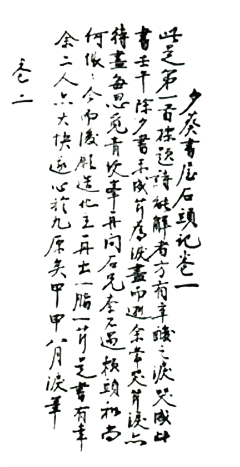
“夕葵书屋”夹条

靖本全稱“扬州靖应鹍家藏本”，為《紅樓夢》抄本之一。由于原本发现后旋即下落不明，迄今未能找到，只存批语150条和“夕葵书屋《石头记》”夹页，且全部来自唯一一位曾读过此本的毛国瑶一人，而无任何旁证，因此其真实性存疑。

## 发现
靖藏本的藏书人名叫靖应鹍（1983年去世），祖籍辽阳，以军功赐姓“靖”，后因放南迁至扬州，其父在清末或民国初年从扬州迁来南京浦口，以靖氏堂号“明远堂”为所居住街道取名“明远里”，今位于南京新马路的江畔，小巷呈L字形，长约一百五十米。靖氏为旗人，1965年靖家尚存有宗谱，但在文革中被毁。1959年夏，毛国瑶在靖应鹍位于南京浦口的家中发现此抄本，据其回忆“因保存不善已很敝旧，多处遭蛀蚀，书页黄脆，每页骑缝大多断裂。分十大册装订，每隔四回即有蓝纸封面，并铃有‘明远堂’及‘拙生藏书’篆文图记。估计当初是以每四回为一小册，但我见到时只存十九个封面，或系在合订过程中失去一页。”抄本为八十回足本，毛借阅时“已缺第二十八、二十九两回，第三十回尾部残失数页，抄手不止一人，字迹不及有正大字本工整，未标书名，也没有序文，中缝并无页码，竹纸抄写，每页行数和每行字数未察。现在追忆，抄本大小约20×28cm左右，就书品及抄写情况判断，当不晚于乾隆年代。……除第十六、十七两回原有批语但未超出有正本条数未抄录外，有三十九回为白文本。”据毛国瑶推测，“这部抄本或是经过抄配的，并非从一个完整的底本过录。批语中除句下双行小字批外，其回前回后批、行间批和眉批的来历不明。从一部分批语错乱讹倒的情况分析，大多是辗转过录的。”当时毛国瑶对《红楼梦》的版本和脂批等情况尚无所知，因家中有一部有正书局石印戚寥生序八十回大字本，见到靖藏抄本上也有大量的批语，有的与有正本的相同，有些却为有正本所没有的，遂引起他的兴趣。毛遂将抄本借回阅读，与有正本对勘，将前者所短缺的批语逐条抄录，并注明眉批或回前、回后批。1959年秋末毛亲手将抄本“当面归还”靖，此后再未看过。
1964年，毛偶然在《文学评论》上看到俞平伯先生的《红楼梦中关于十二钗的描写》一文，想起当年抄录的一百多条批语，于当年3月14日写信给俞平伯。同年4月12日，俞平伯索阅全部批语，并赠毛一册《脂砚斋红楼梦辑评》，人们始知此本的存在。后俞平伯通过毛向靖应鵾商借这部抄本，靖回复此书已不知去向。靖应鵾后来一次晒书时发现一张墨抄单页夹存于《袁中郎集》中。此残页内容如下：
| “ | 夕葵书屋石头记卷一此是第一首标题诗能解者方有辛酸之泪哭成此书壬午除夕书未成芹为泪尽而逝余常哭芹泪亦待尽每思觅青埂峰再问石兄奈不遇赖头和尚何帐帐今而后愿造化主再出一脂一芹是书专幸余二人亦大快遂心于九泉矣甲申八月泪笔 卷二 | ” |

此残页当年靖应鵾委托毛国瑶寄给俞平伯转送文学所，俞曾摄成照片分寄靖、毛留念，并刊于《红楼梦研究集刊》第一辑。此残页初存俞平伯处，文革时不知流往何处。残页的文字因毛在1959年阅靖藏本全书时未见到，故不在其所录150条之内，但根据毛回忆，“残页字迹纸张与我所见靖本中其他夹条相同，知非赝鼎，且从种种情况分析，绝非后人所能伪托。”但石昕生等人认为“其纸甚敝，其字甚新，完全不像经历一、二百年的字”，认定其为赝品。此外根据毛回忆，抄本中还有另一张夹条，粘在第一册封面下，所录为曹寅题“橡亭夜话图”的一首七言长诗，但与原诗有几处异文。另据毛国瑶于1980年代回忆，“当时由于注意力仅集中于批语，故对正文就没有留心，但感觉两本文字比较接近，似无很大差异。”毛在一九六四年与俞平伯、周汝昌等通信时，尚记得靖本《红楼梦》曲子中有“箕裘颓堕皆荣玉”之文与有正本有所差异，第三回“西江月”作“富贷不知乐业，贫时那耐凄凉”，亦与有正本异，都已告俞、周二人。

## 价值
此本只能从毛国瑶1959年过录的150条批语和之后发现的墨抄夹页中，了解其概况：一、此本略近于甲戌本。第一回青埂峰下僧道与石头对话一段，共四百二十余字，为甲戌本独有，有脂批7条。靖本有3条与之大同小异。可见靖本也应存在僧道与顽石对话的这段文字。由此说明靖本与甲戌本相近，底本是一个早期的稿本。二、抄录的这150条批语，与现存各本中的脂批相校时有异同，研究者对此推测佚书的情节，或考索批者的身份有探究的价值，比如：第十三回出现曹雪芹之弟常（棠）村的批语，“天香楼”靖本疑作“西帆楼”，第四十一回批语提到妙玉后来来到瓜洲渡口，四十一回畸笏叟眉批有不见于他本的两个时间记录等等。第二十二回畸笏叟的批语“前批知者聊聊，不数年，芹溪、脂砚、杏斋诸子皆相继别去。今丁亥，只余朽物一枚，宁不痛杀！”给脂砚、畸笏一人论的红学家（如周汝昌）带来了挑战。而夹页上的“泪笔悼亡”署甲申八月，甲戌本为甲午八月，对确定曹雪芹卒年有参考价值。

## 争议
靖本只存毛国瑶用钢笔抄录的150条批语，以及“夕葵书屋《石头记》”夹页一页。靖本问世之后其真实性一直遭受争议。靖家父子表示此本“迷失于文革时期”，但文革时文化部曾派军代表向靖应鹍做工作，让他交出书以提前结束下放劳动，却也未能使此本出现。而“夕葵书屋《石头记》”夹页疑似为旧纸添新墨。并且俞平伯编写的《脂砚斋红楼梦辑评》1954年初版中将一条独见于庚辰本的批语抄漏十二字，而靖本第116条批语竟与之不谋而合。靖本有三条独见甲戌本的批语，而此三批夹在甲戌本独出的正文中；毛国瑶自称与有正本对校，必然会发现正文不同，却没有在批语上注明正文的差异。夕葵书屋为吴鼒所有，而夹条上的字迹与现存吴鼒的书法作品明显不合。